# 茜庵
株式会社茜庵（あかねあん）は、徳島県徳島市徳島町に本社を置く和菓子メーカーである。

## 概要
1980年（昭和55年）5月に操業。
日常的な和菓子だけでなく、引菓子、出産内祝い、赤飯・慶事菓子、弔事菓子、さらにオーダーメイドにも対応した、徳島城趾公園横に拠点を構える店である。

## 直営店
- 菓游 茜庵 本店

## 主な受賞歴
- 観光庁主催「世界にも通用する究極のお菓子」シルバーメダル
- omotenashiセレクション2016金賞
- 米国ミシガン州サギノー市名誉市民認定
- 2015働く女性の応援企業認定
- 日本郵政主催「全日本DM大賞」銅賞
- 徳島市まちづくりデザイン大賞

## 読み物
- あかねごよみ